# Englische Cricket-Nationalmannschaft in Sri Lanka in der Saison 2007/08
Die Tour der englischen Cricket-Nationalmannschaft nach Sri Lanka in der Saison 2007/08 fand vom 1. Oktober bis zum 22. Dezember 2007 statt. Die internationale Cricket-Tour war Bestandteil der Internationalen Cricket-Saison 2007/08 und umfasste drei Tests und fünf ODIs. Sri Lanka gewann die Test-Serie 1–0 und England die ODI-Serie 3–2.

## Vorgeschichte
Für beide Mannschaften war es die erste Tour der Saison. Das letzte Aufeinandertreffen der beiden Mannschaften bei einer Tour fand in der Saison 2006 in England statt.

## Stadien
Die folgende Stadien wurden für die Tour ausgewählt.
| Stadion                                            | Stadt    | Kapazität | Spiele      |
| -------------------------------------------------- | -------- | --------- | ----------- |
| R. Premadasa Stadium (RPS)                         | Colombo  | 35.000    | 4. & 5. ODI |
| Sinhalese Sports Club Ground (SSC)                 | Colombo  | 10.000    | 2. Test     |
| Rangiri Dambulla International Stadium             | Dambulla | 16.800    | 1. – 3. ODI |
| Galle International Stadium                        | Galle    | 35.000    | 3. Test     |
| Muttiah Muralitharan International Cricket Stadium | Kandy    | 35.000    | 1. Test     |

## Kaderlisten
England benannte seinen ODI-Kader am 10. September und seinen ODI-Kader am 19. Oktober 2007.
Sri Lanka benannte seinen ODI-Kader am 18. September und seinen Test-Kader am 23. November 2007.
| Test | Test | ODI | ODI |
| Sri Lanka | England | Sri Lanka | England |
| --- | --- | --- | --- |
| - Mahela Jayawardene (K) - Malinga Bandara - Sujeewa de Silva - Tillakaratne Dilshan - Dilhara Fernando - Sanath Jayasuriya - Prasanna Jayawardene (wk) - Lasith Malinga - Jehan Mubarak - Muttiah Muralitharan - Kumar Sangakkara - Chamara Silva - Upul Tharanga - Chaminda Vaas - Michael Vandort - Chanaka Welegedara | - Michael Vaughan (K) - James Anderson - Ian Bell - Ravi Bopara - Stuart Broad - Paul Collingwood - Alastair Cook - Steve Harmison - Matthew Hoggard - Phil Mustard - Monty Panesar - Kevin Pietersen - Matt Prior (wk) - Owais Shah - Ryan Sidebottom - Graeme Swann | - Mahela Jayawardene (K) - Tillakaratne Dilshan - Dilhara Fernando - Sanath Jayasuriya - Kaushal Lokuarachchi - Farveez Maharoof - Lasith Malinga - Jehan Mubarak - Muttiah Muralitharan - Dilruwan Perera - Kumar Sangakkara (wk) - Chamara Silva - Upul Tharanga - Chaminda Vaas - Gayan Wijekoon | - Paul Collingwood (K) - James Anderson - Ian Bell - Ravi Bopara - Stuart Broad - Alastair Cook - Andrew Flintoff - Dimitri Mascarenhas - Phil Mustard (wk) - Monty Panesar - Kevin Pietersen - Matt Prior - Owais Shah - Ryan Sidebottom - Graeme Swann - Chris Tremlett - Luke Wright |

## Tour Matches
| 28. September Scorecard | Colombo (PSS) | England XI 314-4 (50)          | – | Sri Lanka Cricket XI 234 (45.2) |
|                         |               | England XI gewinnt mit 80 Runs |   |                                 |

| 20. – 22. November Scorecard | Colombo (CCCG) | SLCB President’s XI 500-5d (131) | – | England XI 314-6 (89) |
|                              |                | Remis                            |   |                       |

| 25. – 27. November Scorecard | Colombo (CCC) | SLCB President’s XI 298-9d (81) & 81 (30) | – | England XI 134 (50.2) & 247-5 (61) |
|                              |               | England XI gewinnt mit 5 Wickets          |   |                                    |

## One-Day Internationals

### Erstes ODI in Dambulla
| 1. Oktober Scorecard | Dambulla | Sri Lanka 269-7 (50)           | – | England 150 (34.5) |
|                      |          | Sri Lanka gewinnt mit 119 Runs |   |                    |

### Zweites ODI in Dambulla
| 4. Oktober Scorecard | Dambulla | England 234-8 (50)          | – | Sri Lanka 169 (44.3) |
|                      |          | England gewinnt mit 65 Runs |   |                      |

### Drittes ODI in Dambulla
| 7. Oktober Scorecard | Dambulla | Sri Lanka 164 (41.1/48)                    | – | England 164-8 (46.5/48) |
|                      |          | England gewinnt mit 2 Wickets (D/L method) |   |                         |

### Viertes ODI in Colombo
| 10. Oktober Scorecard | Colombo (RPS) | Sri Lanka 211-9 (50)          | – | England 212-5 (46.5) |
|                       |               | England gewinnt mit 5 Wickets |   |                      |

### Fünftes ODI in Colombo
| 13. Oktober Scorecard | Colombo (RPS) | Sri Lanka 211 (48.1)           | – | England 104 (21.4) |
|                       |               | Sri Lanka gewinnt mit 107 Runs |   |                    |

## Tests

### Erster Test in Kandy
| 1. – 5. Dezember Scorecard | Kandy | Sri Lanka 188 (59.4) & 442-8d (130.0) | – | England 281 (93.1) & 261 (94.0) |
|                            |       | Sri Lanka gewinnt mit 88 Runs         |   |                                 |

Vor dem Spiel verkündete der sri-lankische Batsman Sanath Jayasuriya, dass er nach dem Spiel vom Test-Cricket zurücktreten wird.

### Zweiter Test in Colombo
| 9. – 13. Dezember Scorecard | Colombo (SSC) | England 351 (126.2) & 250-3 (77) | – | Sri Lanka 548-9d (186.5) |
|                             |               | Remis                            |   |                          |

### Dritter Test in Galle
| 18. – 22. Dezember Scorecard | Galle | Sri Lanka 499-8d (148.5) | – | England 81 (30.5) & 251-6 (95) (f/o) |
|                              |       | Remis                    |   |                                      |

England wurde auf Grund zu langsamer Spielweise mit einer Geldstrafe belegt.

## Statistiken
Die folgenden Cricketstatistiken wurden bei dieser Tour erzielt.
| Tests                | Tests      | Tests   | Tests   | Tests   | Tests   | Tests   | Tests   | Tests   |
| Batting              | Batting    | Batting | Batting | Batting | Batting | Batting | Batting | Batting |
| Spieler              | Mannschaft | Spiele  | Innings | Runs    | Average | HS      | 100s    | 50s     |
| -------------------- | ---------- | ------- | ------- | ------- | ------- | ------- | ------- | ------- |
| Mahela Jayawardene   | Sri Lanka  | 3       | 4       | 474     | 158,00  | 213*    | 2       | 1       |
| Kumar Sangakkara     | Sri Lanka  | 3       | 4       | 291     | 72,75   | 152     | 1       | 1       |
| Alastair Cook        | England    | 3       | 6       | 278     | 46,33   | 118     | 1       | 2       |
| Ian Bell             | England    | 3       | 6       | 261     | 43,50   | 83      | 0       | 3       |
| Michael Vaughan      | England    | 3       | 6       | 215     | 35,83   | 87      | 0       | 2       |
| Bowling              |            |         |         |         |         |         |         |         |
| Spieler              | Mannschaft | Spiele  | Overs   | Wickets | Average | BBI     | 5W      | 10W     |
| Muttiah Muralitharan | Sri Lanka  | 3       | 187.2   | 19      | 21,63   | 6/55    | 2       | 0       |
| Chaminda Vaas        | Sri Lanka  | 3       | 111     | 11      | 29,18   | 4/28    | 0       | 0       |
| Monty Panesar        | England    | 3       | 135     | 8       | 50,62   | 3/46    | 0       | 0       |
| Matthew Hoggard      | England    | 2       | 64      | 7       | 29,28   | 4/29    | 0       | 0       |
| Steve Harmison       | England    | 2       | 75.5    | 6       | 35,83   | 3/104   | 0       | 0       |
| Lasith Malinga       | Sri Lanka  | 3       | 96      | 6       | 51,33   | 3/78    | 0       | 0       |

| ODIs                 | ODIs       | ODIs    | ODIs    | ODIs    | ODIs    | ODIs    | ODIs    | ODIs    |
| Batting              | Batting    | Batting | Batting | Batting | Batting | Batting | Batting | Batting |
| Spieler              | Mannschaft | Spiele  | Innings | Runs    | Average | HS      | 100s    | 50s     |
| -------------------- | ---------- | ------- | ------- | ------- | ------- | ------- | ------- | ------- |
| Chamara Silva        | Sri Lanka  | 5       | 5       | 184     | 36,80   | 73      | 0       | 2       |
| Alastair Cook        | England    | 5       | 5       | 155     | 31,00   | 80      | 0       | 1       |
| Kumar Sangakkara     | Sri Lanka  | 5       | 5       | 151     | 30,20   | 69      | 0       | 1       |
| Tillakaratne Dilshan | Sri Lanka  | 5       | 5       | 136     | 34,00   | 70      | 0       | 1       |
| Owais Shah           | England    | 5       | 5       | 121     | 24,20   | 82      | 0       | 1       |
| Bowling              |            |         |         |         |         |         |         |         |
| Spieler              | Mannschaft | Spiele  | Overs   | Wickets | Average | BBI     | 5W      | 10W     |
| Dilhara Fernando     | Sri Lanka  | 5       | 45      | 12      | 13,66   | 6/27    | 1       | 0       |
| Ryan Sidebottom      | England    | 5       | 48.1    | 12      | 13,83   | 3/19    | 0       | 0       |
| Stuart Broad         | England    | 5       | 45.4    | 11      | 19,27   | 3/36    | 0       | 0       |
| Farveez Maharoof     | Sri Lanka  | 3       | 29      | 10      | 9,50    | 4/31    | 0       | 0       |
| Graeme Swann         | England    | 4       | 40      | 7       | 22,28   | 4/34    | 0       | 0       |

## Player of the Series
Als Player of the Series wurden die folgenden Spieler ausgezeichnet.
| Serie | Player of the Series |
| ----- | -------------------- |
| Test  | Mahela Jayawardene   |
| ODI   | Ryan Sidebottom      |

### Player of the Match
Als Player of the Match wurden die folgenden Spieler ausgezeichnet.
| Spiel   | Player of the Match |
| ------- | ------------------- |
| 1. ODI  | Farveez Maharoof    |
| 2. ODI  | Owais Shah          |
| 3. ODI  | Graeme Swann        |
| 4. ODI  | Alastair Cook       |
| 5. ODI  | Dilhara Fernando    |
| 1. Test | Kumar Sangakkara    |
| 2. Test | Mahela Jayawardene  |
| 3. Test | Mahela Jayawardene  |